# 毎日がニュース
『毎日がニュース』（まいにちがニュース）は、神聖かまってちゃんの配信限定シングル。2019年10月11日にunBORDEよりリリースされた。

## 概要
- 前作『ディレイ』以来約2ヶ月ぶりのリリースとなる。
- 本作品のリリースのタイミングで、アルバムが2020年1月に発売されることが発表された[3]。

## 収録内容
| #         | タイトル           | 作詞・作曲 | 編曲               | 時間 |
| --------- | ------------------ | ---------- | ------------------ | ---- |
| 1.        | 「毎日がニュース」 | の子       | 神聖かまってちゃん | 3:42 |
| 合計時間: | 合計時間:          | 合計時間:  | 合計時間:          | 3:42 |